# 卢卡·萨基
卢卡·萨基（義大利語：Luca Sacchi，1968年1月10日—），意大利男子游泳运动员。他曾代表意大利参加1988年、1992年和1996年夏季奥林匹克运动会游泳比赛，其中1992年奥运会获得一枚铜牌。